# باشگاه گورستان
باشگاه گورستان (به انگلیسی: The Cemetery Club) فیلمی محصول سال ۱۹۹۳ و به کارگردانی بیل دوک است. در این فیلم بازیگرانی همچون الن برستین، المپیا دوکاکیس، داین لد، دنی آیلو، لینی کازان، کریستینا ریچی، برنی کیسی، والاس شاون، استیون پرلمن، رابرت کوستانزو، کاترین کینر و جری اورباک ایفای نقش کرده‌اند.